# Liste der Monuments historiques in Frocourt
Die Liste der Monuments historiques in Frocourt führt die Monuments historiques in der französischen Gemeinde Frocourt auf.

## Liste der Bauwerke
| Bezeichnung          | Beschreibung              | Standort | Kennzeichnung | Schutzstatus | Datum | Bild           |
| -------------------- | ------------------------- | -------- | ------------- | ------------ | ----- | -------------- |
| Ehemaliges Pfarrhaus | Erbaut 1782               | (Lage)   | PA60000029    | Inscrit      | 2000  |                |
| Kirche St-Fuscien    | Erbaut im 12. Jahrhundert | (Lage)   | PA60000018    | Inscrit      | 1998  | weitere Bilder |